# Biscoia sudpolaris
Genre
Espèce
Biscoia sudpolaris, unique représentant du genre Biscoia, est une espèce de collemboles de la famille des Hypogastruridae.

## Distribution
Cette espèce est endémique d'Antarctique.

## Publication originale
- Salmon, 1962 : New Collembola from 83 deg. South in Antarctica. Transactions of the Royal Society of New Zealand, vol. 2, no 18, p. 147-152.